# Szaff el-Davaba
A Szaff el-Davaba (Saff el-Dawaba) I. Antef sírhelye. I. e. 2120 körül építették, az első átmeneti kor első felében. Antef csak néhány évig uralkodott, halálának oka és körülményei ismeretlenek, de sírhelye hatalmas méretű és hagyományteremtő volt, a szaffsírok divatját teremtette meg. A sír helyét sokszor Dirá Abu el-Nagaként adják meg, de a szaffsíros temető határozottan elkülönül attól, és gyakorlatilag megegyezik a mai at-Tarif település helyével.

## Konstrukciója
A sír felszíni része egy 300 méter hosszú, 54 méter széles udvar. Az udvar végig lejtős, a déli fele a terepszinten indul, észak felé mélyül, az északi oldal már 12 méteres mélységben van, az udvar térfogata meghaladja a 100 000 m³-t. II. Antef sírjánál (Szaff el-Kiszászijja) az udvar déli végén halotti kápolna állt, de ennél a sírnál ennek nem maradt nyoma. Az északi oldalon a sziklafalba két hosszanti oszlopsort véstek, mégpedig úgy, hogy az oszlopok közeit vágták ki, vagyis a négyszögletes oszlopokat nem kellett felépíteni. A két oszlopsor mögött nyílik a sírkamrához vezető folyosó.
A sír három oldalán sírkamrák sora nyílik, amelyek az udvari nemesség tagjainak sírjai. Az északin kettő, a nyugatin legalább tíz, a keletin pedig minimum harminckét darab. I. Antef a sírban is udvaroncai között volt, és ezzel is hagyományt teremtett.
A sírtípus talán azért alakult ki, mert ezen a területen homok és puha kőzet van a felszín közelében. Ez azonban azzal járt, hogy a könnyen omló kőzetben a falak felülete gyakorlatilag sehol sem maradt meg épségben. Nem lehet tudni, hogy vakolták-e, festették-e, vagy voltak-e benne feliratok. A falak felszíne teljesen lemállott.